# Franz Peter Wilde
Franz Peter Wilde (* 17. Juni 1895 in Basel; † 19. Januar 1980 ebenda) war ein Schweizer Plastiker.

## Werk
Franz Peter Wilde schuf Plastiken im öffentlichen Raum von Basel und war der Bruder des Malers und Bildhauers Paul Wilde. Seine Werke gingen oft aus Wettbewerben des Kunstkredits Basel-Stadt hervor. Er erhielt 1927, 1928 und 1929 den Eidgenössischen Preis für Gestaltung. Für das Kunstmuseum Basel realisierte er gemeinsam mit seinem Bruder die beiden Säulenträger Katze und Mann. Gemeinsam mit ihm arbeitete er 1932 ein nicht realisiertes Projekt aus, das die Korrektur des Rheins vorsah, um im Zentrum von Basel zusätzliches Land zu gewinnen.

Katze und Mann, Säulenträger beim Osteingang des Kunstmuseums Basel
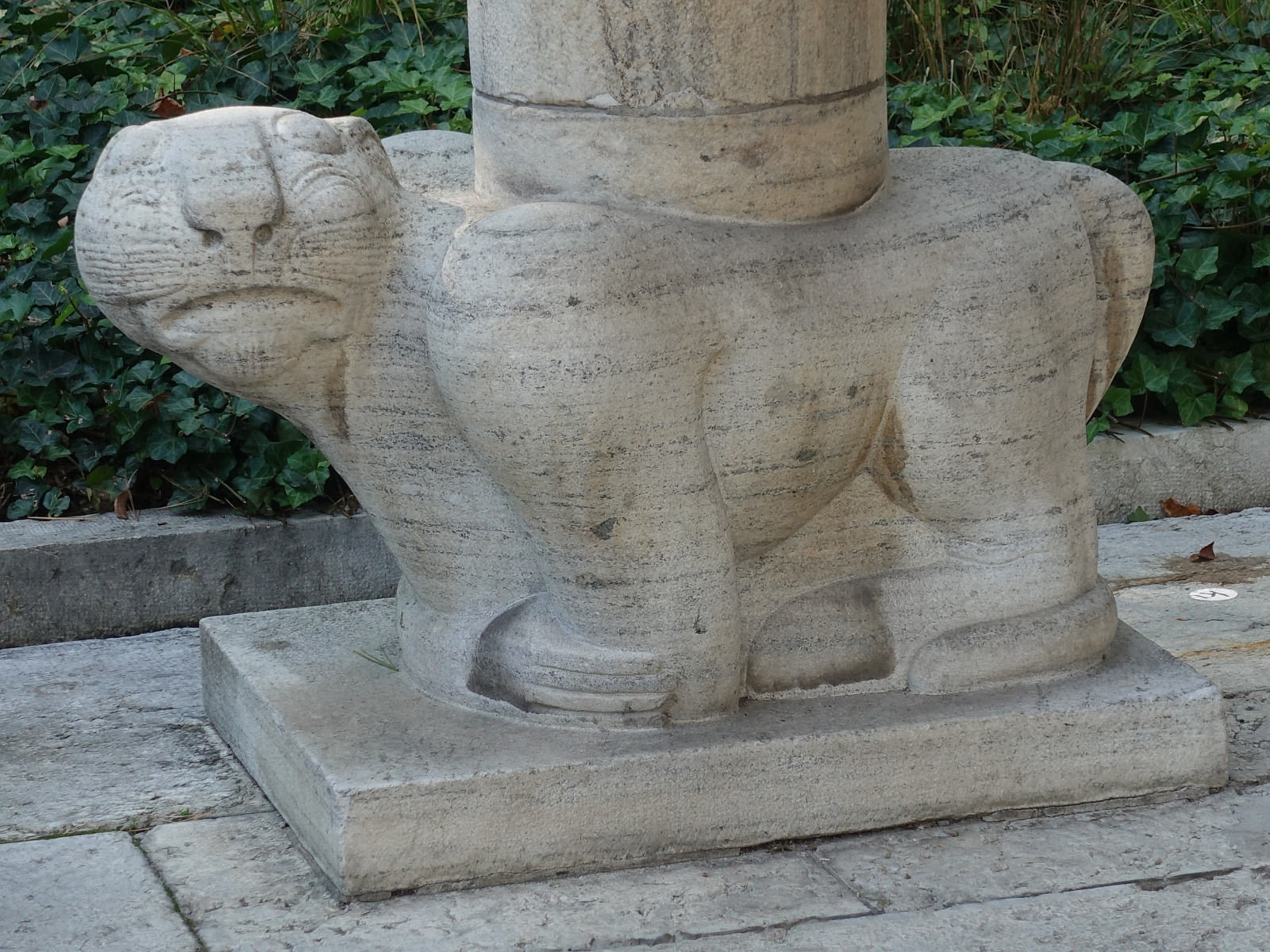
Katze
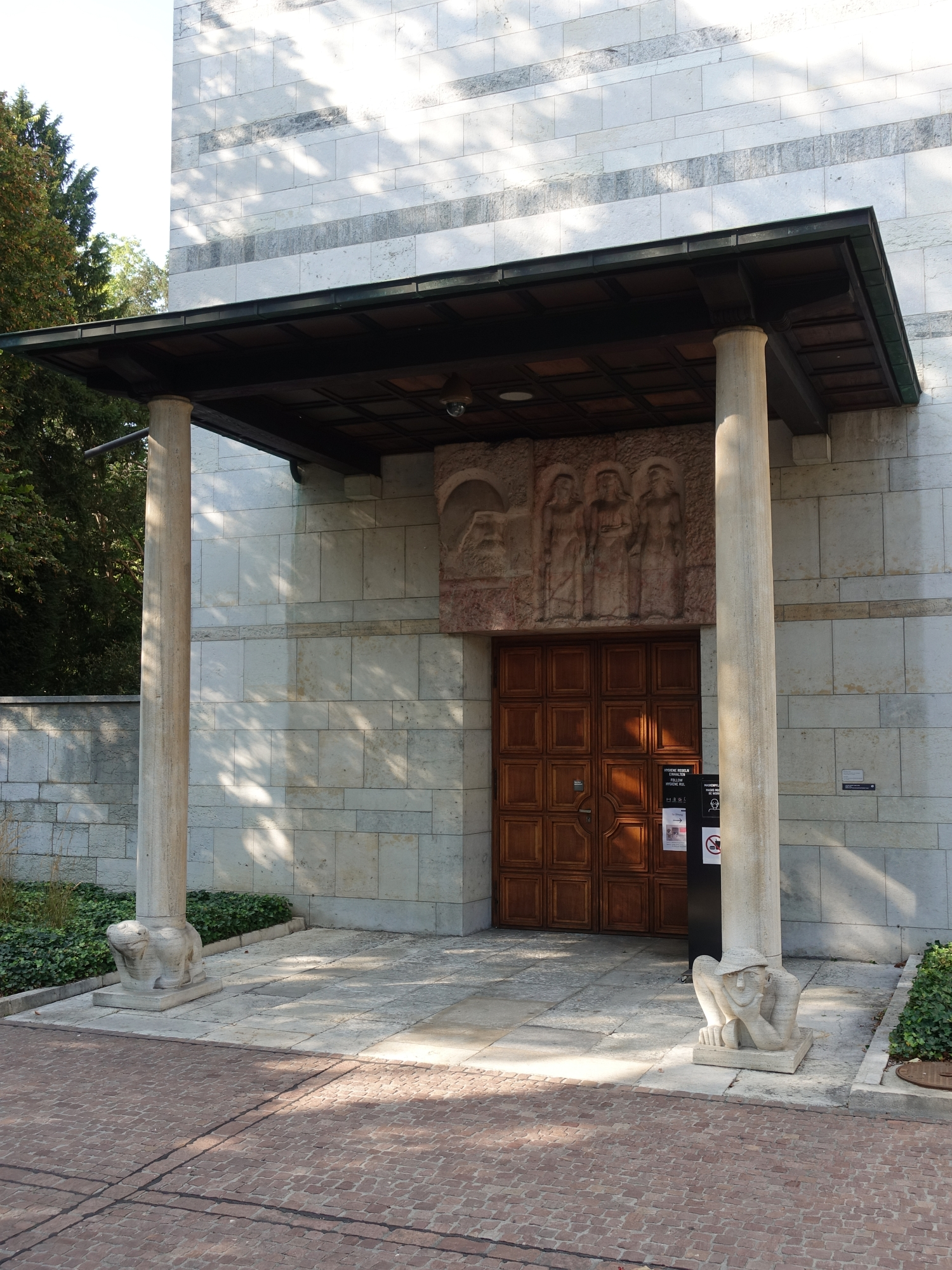
Katze und Mann
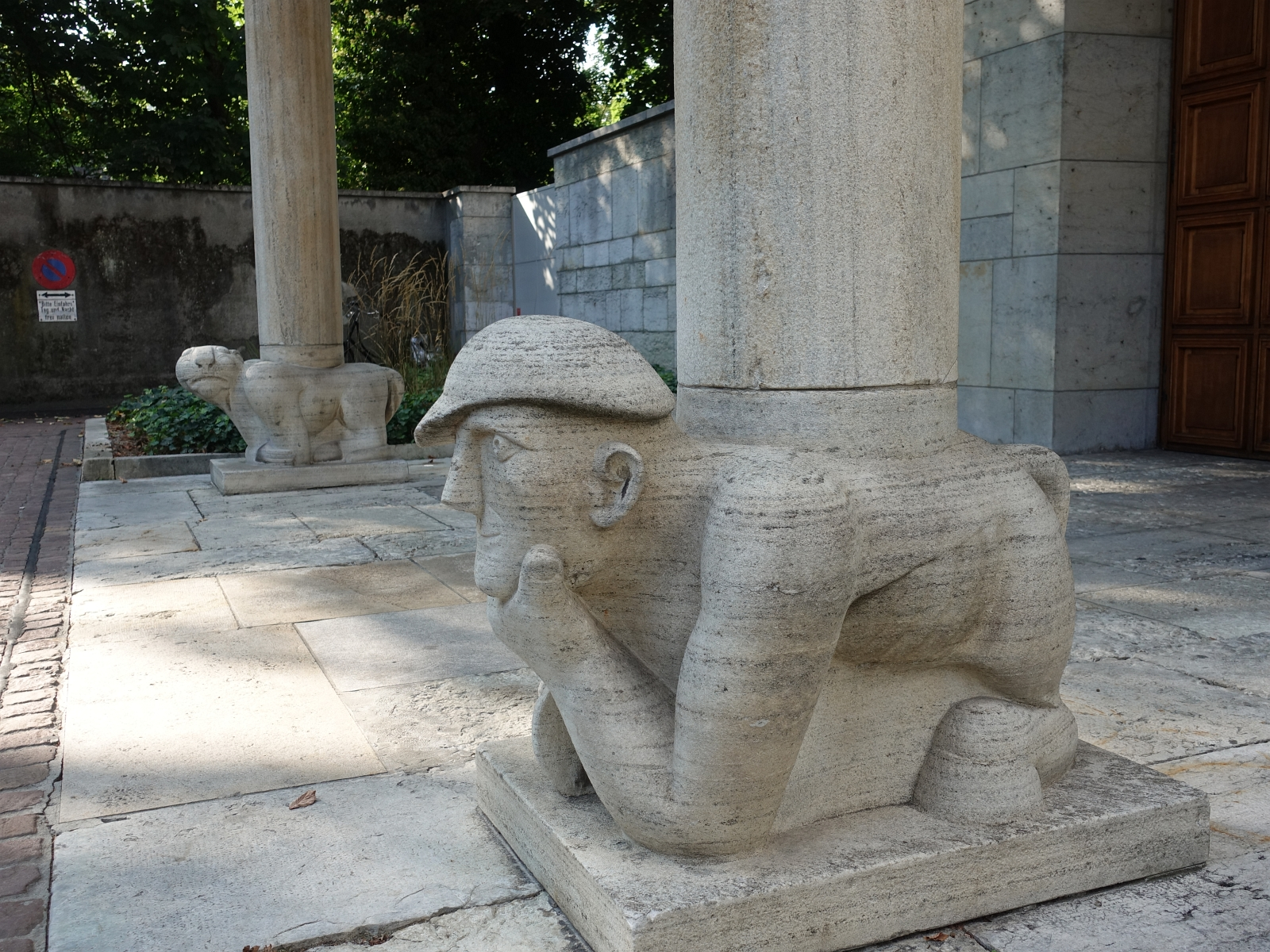
Mann, Katze im Hintergrund
Historische Fotografie von Leo Wehrli, 1938

Skulpturen in der Stadt Basel
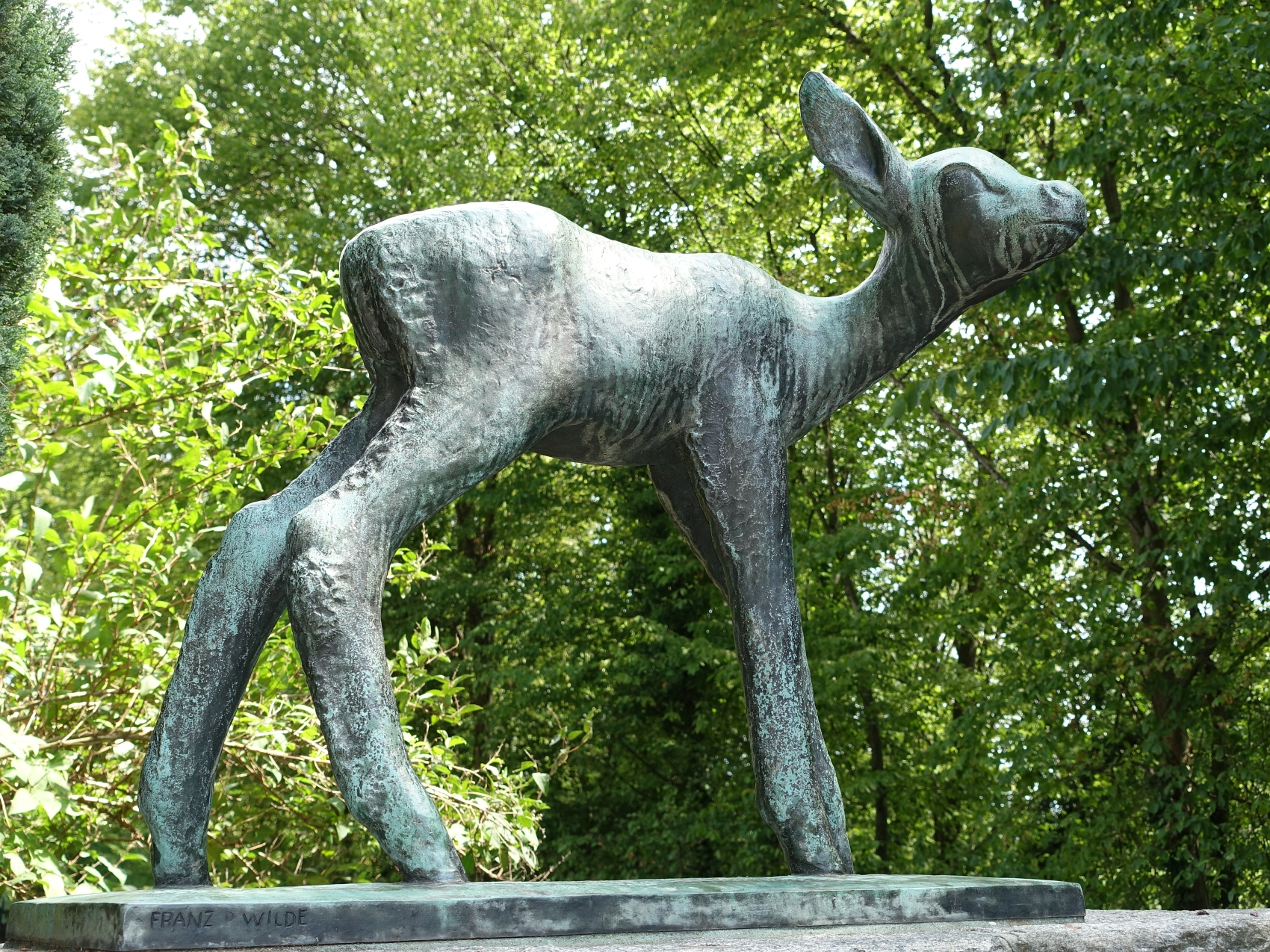
Junges Reh, Bruderholzschulhaus, Basel
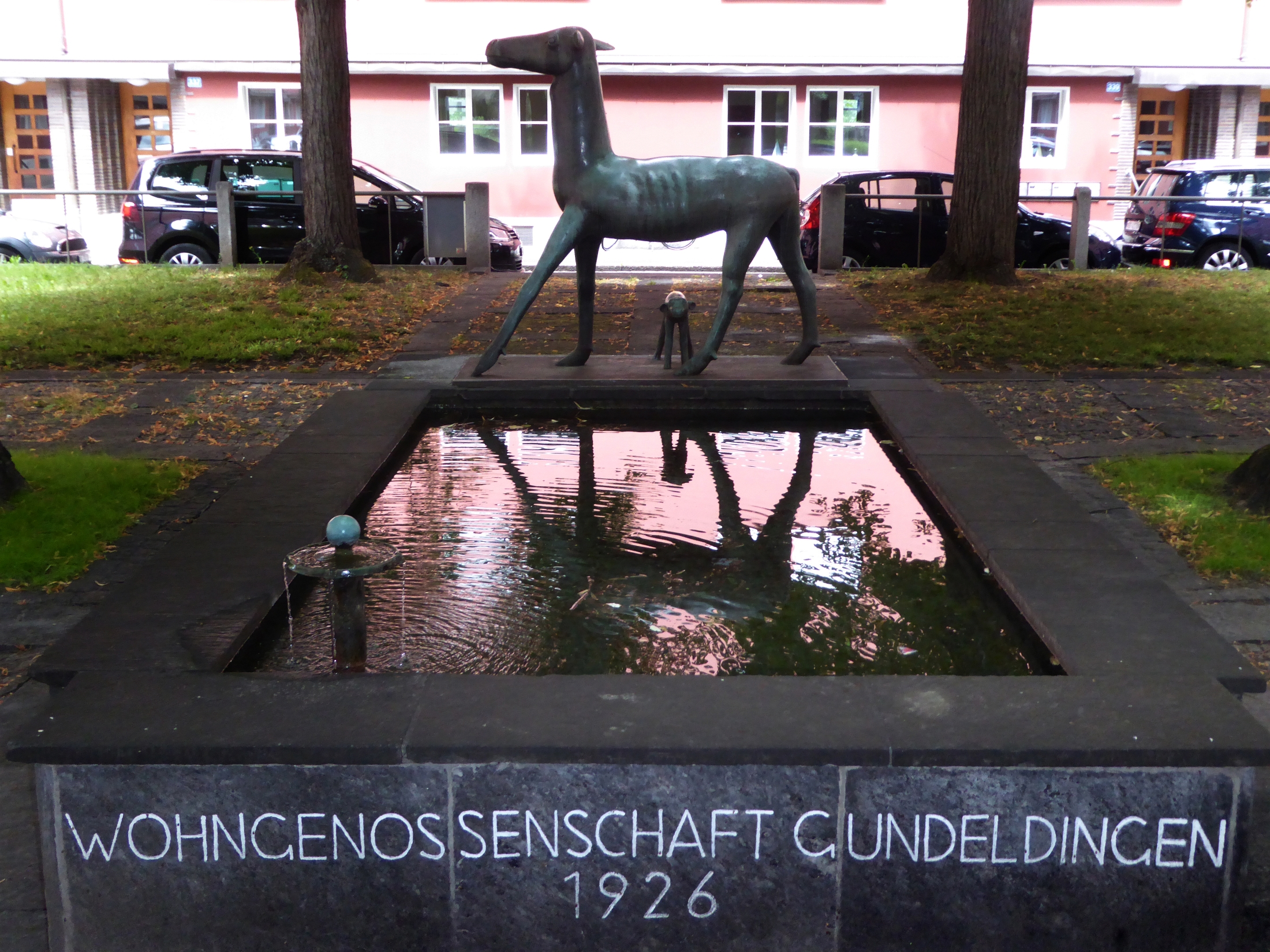
Wohngenossenschaft Gundeldingen in Basel
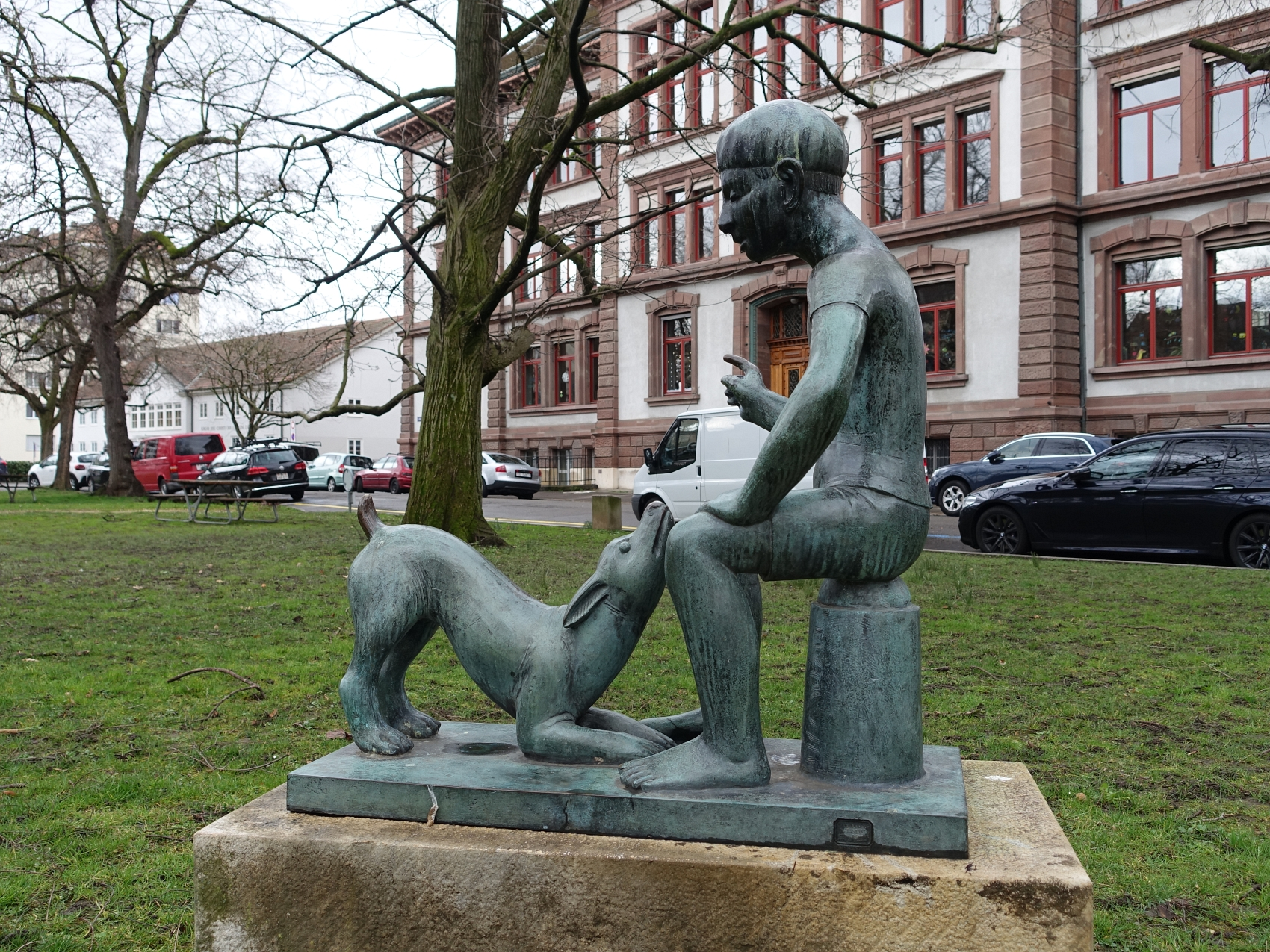
Schüler und Hund, St. Johanns-Platz, Basel
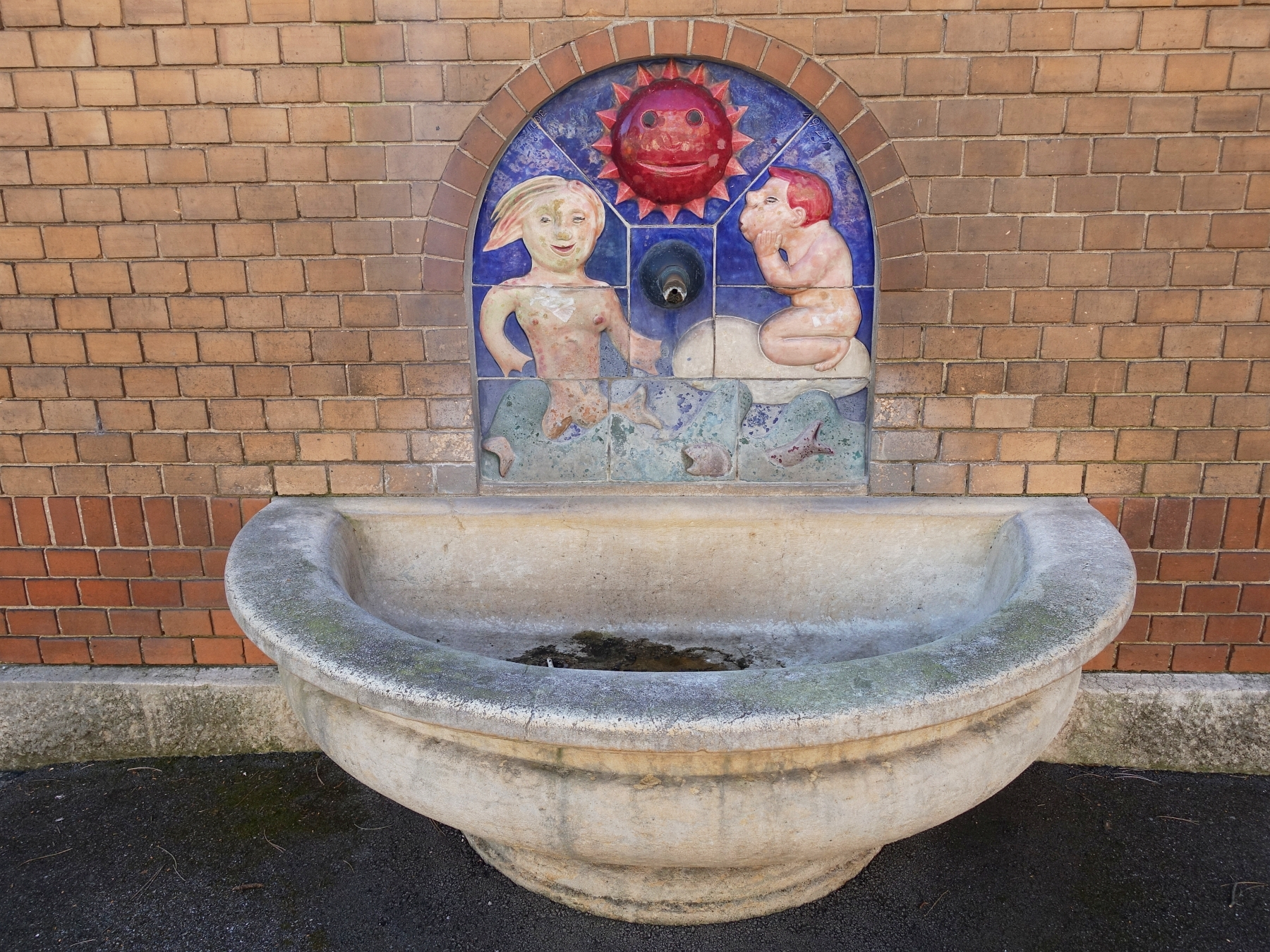
Wasser, Wind, Wellen, Seevogelschulhaus, Basel
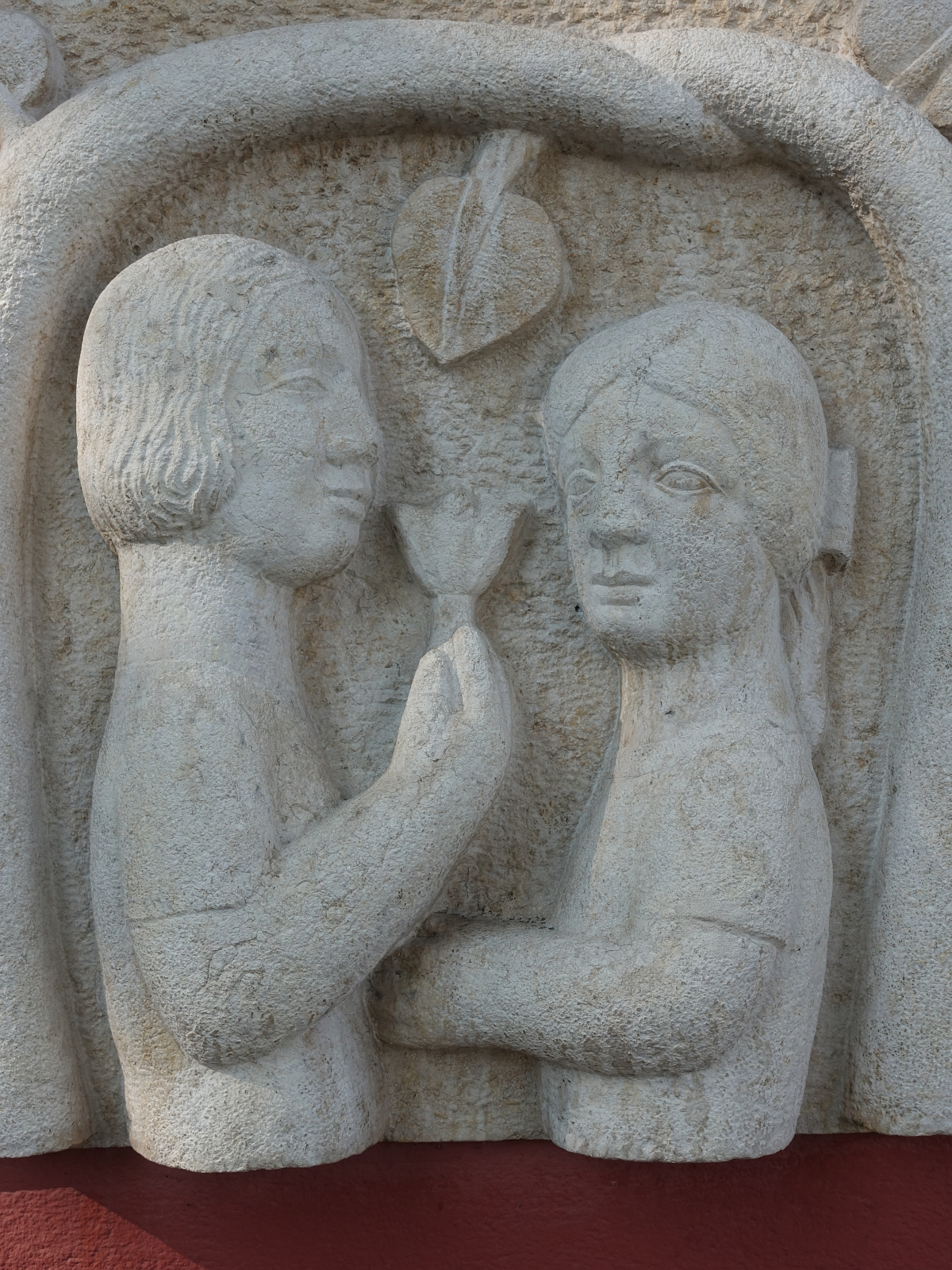
Relief, Aeschenplatz Basel.